# Brittney Sykes
Brittney Sykes est une basketteuse américaine née le 7 février 1994 à Newark (Californie).

## Carrière universitaire
Elle quitte l'université avec 1 846 points, le troisième rang historique, et devient la première joueuse de Syracuse à cumuler 137 titularisations (sur unité|138|rencontres). Ses 1 810 rebonds sont la huitième marque historique de l'université et ses 1,9 interception par match la neuvième moyenne.
Elle est choisie par le Dream d'Atlanta en septième position de la draft WNBA 2017, le plus haut rang d'une joueuse de Syracuse.

## Carrière professionnelle
En pré-saison, son entraîneur Michael Cooper dit d'elle ; « Je pense que nous avons la trouvaille de la draft. Tout son jeu est bon. Je trouve qu'elle a une bonne intelligence de jeu. Elle est concentrée en défense. »
Brittney Sykes est élue rookie du mois de juillet 2017 avec sur ce mois 17,8 points par match, le troisième total de la Conférence Est et le huitième de la ligue. Parmi les rookies, elle est la meilleure marqueuse et la meilleure rebondeuse, avec notamment un record en carrière à 27 points (avec 12 lancers francs réussi sur 13) établi le 19 juillet lors de la défaite en prolongations face aux Mystics de Washington. Elle figure dans le meilleur cinq de rookies 2017 .
En janvier 2018, elle connaît sa première expérience à l'étranger en rejoignant le club turc d'Ormanspor et de Petah Tikvah en Israël.
Après trois saisons aux Mystics de Washington, avec une sélection All-Star en 2025, elle est transférée au Storm de Seattle contre deux autres joueuses et un premier tour de draft 2026.

## Distinctions personnelles
- Meilleur cinq des rookies de la saison WNBA 2017 [6]